# 보병연대 그로스도이칠란트
보병연대 그로스도이칠란트(독일어: Infanterie-Regiment „Großdeutschland”)는 독일 국방군의 의장 및 전투담당 정예부대이다. 1921년 위병연대 베를린(독일어: Wachregiment Berlin)이라는 이름으로 창설되어 1939년 "보병연대 그로스도이칠란트"로 개칭, 프랑스 및 저지대 국가 방면 전역에서 활동했다. 그 이후 동부 전선으로 옮겨가 1945년 5월 필라우에서 궤멸당할 때까지 동부에서 싸웠다.
1942년 그로스도이칠란트 연대는 그로스도이칠란트 사단으로 확대재편되었고, 그로스도이칠란트 사단은 최신예 장비를 국방군의 다른 모든 부대보다 먼저 지급받는 최정예 부대로 이름을 날렸다. 한편 그로스도이칠란트 연대 자체는 사라지지 않고 새로 만들어진 그로스도이칠란트 사단 내부에 척탄병연대 그로스도이칠란트(독일어: Grenadier-Regiment „Großdeutschland”)라는 이름으로 존속했다. 1943년 기갑척탄병연대 그로스도이칠란트(독일어: Panzergrenadier-Regiment „Großdeutschland”)로 개칭하여 궤멸될 때까지 그 이름을 사용했다.